# Kim Hyon-hui (Geheimdienstagentin)
Kim Hyon-hui (koreanisch 김현희; geb. 27. Januar 1962 in Kaesŏng), auch bekannt als Kim Okhwa und Mayumi Hachiya, ist eine ehemalige nordkoreanische Agentin, die für den Bombenanschlag auf den Korean-Air-Flug 858 im November 1987 verantwortlich war, bei dem 115 Menschen starben. Sie wurde unmittelbar nach dem Anschlag in Bahrain verhaftet und an Südkorea ausgeliefert. In einem Strafprozess wurde sie zum Tod verurteilt, aber kurze Zeit später begnadigt und schließlich 1998 auf Bewährung aus der Haft entlassen.
Kim brachte öffentlich ihr Bedauern über den Bombenanschlag zum Ausdruck und distanzierte sich ausdrücklich von ihrer früheren Weltsicht.

## Biographie

### In Nordkorea
Kim kam 1962 im wenige Kilometer von der südkoreanischen Grenze entfernten Kaesong zur Welt. Ihre Familie zog bald danach in die Hauptstadt Pjöngjang. Ihr Vater war ein Karrierediplomat, aus diesem Grund lebte die Familie eine Zeit lang auch in Kuba. Mit zehn Jahren wurde Kim ausgewählt, Blumen an die südkoreanische Seniorendelegation bei den Nord-Süd-Gesprächen in Pjöngjang zu überreichen. Kim Hyon-hui absolvierte zunächst eine Ausbildung als Schauspielerin und spielte in Nordkoreas erstem Farbfilm mit. Nach ihrem Highschoolabschluss schrieb sie sich an der Kim-Il-sung-Universität ein, bevor sie an die Pjöngyang-Universität für Auslandstudien wechselte, um Japanisch zu studieren.

### Geheimdienst und Attentat
Bald danach wurde die 19-Jährige für den nordkoreanischen Geheimdienst rekrutiert. Kim nahm den Namen Ok Hwa an und wurde in eine Einrichtung außerhalb von Pjöngjang geschickt. Die Einrichtung wurde von Kim als Keumsung Military College bezeichnet, wobei dieser Name nicht von anderen Experten bestätigt wurde. In diesem Ausbildungszentrum wurde Kim sieben Jahre lang unter anderem in Kampfsport trainiert und drei Jahre in Japanisch unterrichtet. Kims Japanisch-Lehrerin war – wie Nordkorea 2002 einräumte – Yaeko Taguchi, eine von 13 in den 1970er Jahren entführten Japanern. Später berichtete Kim, dass sie Taguchi unter dem Namen Lee Un-hae gekannt habe. Die Schüler in dieser Einrichtung wurden regelmäßig durch Propagandafilme „geschult“. Am Ende ihrer Ausbildung wurde Kim einer strengen Prüfung unterzogen. Teil ihrer Abschlussprüfung war, sich in eine nachgebaute Botschaft einzuschleichen und ein Dokument auswendig zu lernen.
Sie wurde zum Erlernen der Kantonesischen Sprache nach Macau entsandt, um auf Auslandsmissionen als Chinesin auftreten zu können. Sie wurde auch trainiert, in Supermärkten einzukaufen, Kreditkarten zu verwenden oder Diskos zu besuchen – Annehmlichkeiten, die es in ihrer Heimat nicht gab.

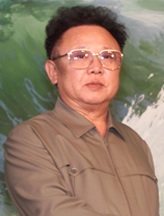
Der Auftraggeber des Anschlags, der spätere Alleinherrscher Kim Jong Il

Im Jahr 1987 erhielt Kim den Auftrag, eine Bombe in einem südkoreanischen Passagierflugzeug zu deponieren. Ihr wurde gesagt, dass der Befehl direkt von Kim Jong Il gekommen und handschriftlich verfasst worden sei. Das Ziel der Aktion sei, die südkoreanische Präsidentenwahl 1987 und die Olympischen Spiele 1988 in Seoul zu stören. Man sagte ihr, dass sie nach einer erfolgreichen Mission nicht mehr als Agentin arbeiten müsse, sondern zurückkehren und bei ihrer Familie leben könne.
Zur Vorbereitung einer geplanten Mission wurde sie mit einem älteren Mann, den sie unter dem Namen Kim Seung-il kannte, nach Europa geschickt. Sie flogen von Pjöngjang nach Moskau und von dort aus nach Budapest. Dort erhielten sie gefälschte japanische Pässe und traten von da an als Vater und Tochter namens Shinichi und Mayumi Hachiya auf Europareise auf. Sie trafen in Belgrad andere nordkoreanische Agenten, die ihnen das Material zur Erfüllung ihrer Mission lieferten. Anschließend flogen sie nach Bagdad, wo sie letzte Vorbereitungen für den Sprengstoffanschlag trafen.

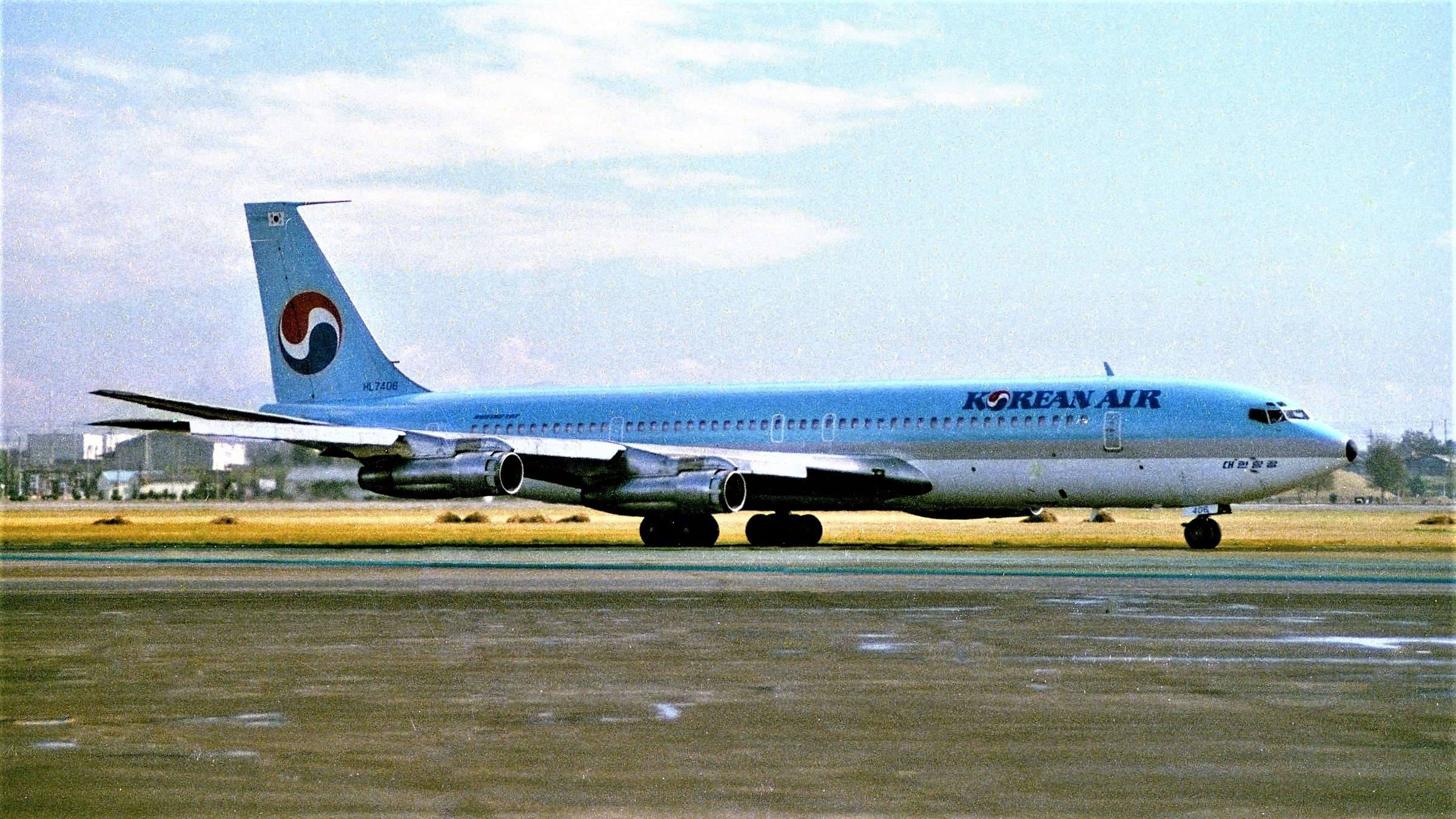
Die bei dem Anschlag zerstörte HL7406

Sie bestiegen das südkoreanische Linienflugzeug KAL 858. Nachdem sie die Zeitbombe (getarnt als tragbares Radio, verstärkt durch flüssigen Sprengstoff in einer Schnapsflasche) in einem Gepäckfach zurückgelassen hatten, gingen Kim Hyon-hui und Kim Seung-il in Abu Dhabi von Bord und reisten weiter nach Bahrain. Die Bombe führte zur Explosion des Flugzeugs über der Andamanischen See, alle 115 Insassen kamen ums Leben. Die beiden Terroristen wurden in Bahrain festgenommen, nachdem die dortigen Behörden ihre Reiseaktivitäten verdächtig fanden und die Ermittler festgestellt hatten, dass ihre Pässe gefälscht waren. Kim Seung-il biss auf eine in einer Zigarette versteckte Cyanidtablette und starb. Kim Hyon-hui wurde die präparierte Zigarette durch einen bahrainischen Polizisten aus dem Mund gerissen, bevor es zur Giftaufnahme kam. Sie wurde ins Krankenhaus eingeliefert und später verhört.

### In Südkorea
Nachdem Bahrain zur Überzeugung gekommen war, dass sie in Wahrheit aus Nordkorea stammte, wurde sie unter schwerer Bewachung in die südkoreanische Hauptstadt Seoul überstellt. Zunächst bestand sie in den dortigen Verhören darauf, dass sie „Pai Chui Hui“ heiße und eine Waise aus Nordchina sei, die einen älteren Japaner kennengelernt hatte, mit dem sie gereist sei. Sie bestritt jegliche sexuelle Beziehung zu ihrem Partner Kim Seung-il. Die Tatsache, dass die einzige Form des Chinesischen, die sie sprach, Kantonesisch, ein südchinesischer Dialekt war, stand jedoch im Widerspruch zu ihrer behaupteten nordchinesischen Herkunft.
Laut Aussagen bei einer Sitzung des UN-Sicherheitsrates wurde Kim mehrmals aus ihrer Gefängniszelle geführt, um den Wohlstand in Seoul vor Augen geführt zu bekommen. Die Gefängnisbehörden zeigten ihr auch Fernsehsendungen und Nachrichtenberichte, die den wohlhabenden Lebensstil der Südkoreaner zeigten und die Freiheit, abweichende Meinungen zu äußern und ihre Regierung zu kritisieren. In Nordkorea hatte man ihr beigebracht, dass Südkorea ein von Korruption durchsetztes Lehen der USA sei und in tiefer Armut lebe.
Nach acht Tagen brach Kims Widerstand zusammen, sie gab zu, dass sie tatsächlich Nordkoreanerin war, und gestand die Einzelheiten ihrer Beteiligung bei der Sprengung des Flugzeugs.
Für ihre Rolle beim Anschlag auf die KAL 858 wurde Kim im März 1989 von einem südkoreanischen Gericht zum Tode verurteilt. Präsident Roh Tae-woo begnadigte sie jedoch noch im selben Jahr zu lebenslanger Haft, da sie lediglich ein Gehirnwäsche-Opfer der wahren Täterin, der nordkoreanischen Regierung, sei. Kim wurde die Möglichkeit angeboten, nach Nordkorea zurückzukehren, sie entschied sich, im Süden zu bleiben und damit zu desertieren.
1993 veröffentlichte sie eine Autobiografie mit dem Titel Die Tränen meiner Seele und spendete den Erlös den Familien der Opfer von Flug 858. Sie schrieb das Buch unter der südkoreanischen Schreibweise ihres Namens, Kim Hyun Hee. In einem Interview mit dem Washington-Post-Korrespondenten Don Oberdorfer sagte Kim, sie sei mit dem Argument für den Anschlag vorbereitet worden, der Bombenanschlag sei notwendig, um die Sache der Wiedervereinigung der koreanischen Halbinsel zu unterstützen. Doch seit ihrer Ankunft in Südkorea sei ihr klar geworden, dass sie „das Verbrechen begangen hatte, Landsleute zu töten“.
Kim Hyon Hui wurde 1998 auf Bewährung entlassen. Sie traf 12 Jahre später mit Yaekos Sohn Kochi zusammen und erzählte ihm, dass seine Mutter vermutlich noch am Leben sei. Nach dem Erdbeben und Tsunami in Tōhoku 2011 in Japan spendete sie den Opfern eine Million Yen (15.600 US-Dollar) aus Dankbarkeit für die Freundlichkeit, mit der ihr Yaekos Angehörige begegnet waren.
Kim bot Nachrichtendiensten auch Analysen zu aktuellen Angelegenheiten in Nordkorea an. Während der Koreakrise 2013 äußerte Kim im australischen Fernsehen ihre Auffassung, dass der nordkoreanische Führer Kim Jong Un noch zu jung und unerfahren sei und vor der Herausforderung stehe, die vollständige Kontrolle über das Militär zu erlangen und dessen Loyalität zu gewinnen. Er benutze „das Atomprogramm, um die Öffentlichkeit hinter sich zu halten“.
In einem Interview mit der BBC sagte Kim, dass Nordkorea zu den Olympischen Winterspielen 2018 in Pyeongchang nur vorgeblich positiv eingestellt sei und dass seine Priorität nach wie vor in der Fortführung des Atomprogramms liege.
Nordkorea bestreitet, dass Kim eine eigene Staatsangehörige sei, und bezeichnete ihre gesamte Biografie als eine Erfindung des Südens. In einigen Chōsen gakkō (nordkoreanisch kontrollierte Schulen in Japan) wurde fälschlicherweise behauptet, Kim sei eine südkoreanische Agentin gewesen.
Kim heiratete 1997 einen ehemaligen südkoreanischen Agenten, der sie als Leibwächter geschützt hatte, und hat mit ihm zwei Kinder. Kim lebt derzeit an einem unbekannten Ort in Südkorea und steht aus Angst vor Repressalien der nordkoreanischen Regierung unter ständigem Schutz.
In einem BBC-Interview im Jahr 2013 sagte sie, dass sie davon ausgehe, dass ihre in Nordkorea zurückgebliebene Familie verhaftet und in ein Arbeitslager gebracht wurde.

## Veröffentlichungen
- Kim, Hyun Hee: The Tears of My Soul. William Morrow & Co, 1993, ISBN 0-688-12833-5 (englisch).
  - Kim Hyun Hee: Die Tränen meiner Seele. Lübbe, Bergisch Gladbach 1994, ISBN 3-404-61304-X.

## Rezeption
1990 erschien der Kinofilm Mayumi: Virgin Terrorist des südkoreanischen Regisseurs Shin Sang-ok, der vor dem Hintergrund des Terroranschlags auf Flug 858 die Geschichte Kim Hyon Huis und ihrer Japanischlehrerin Yaeko Taguchi erzählte, die durch Nordkorea entführt worden war.
2007 wurde ihr Leben in einer japanischen Fernsehdokumentation dramatisiert.

## Weiterführende Literatur
- Paul French: North Korea: The Paranoid Peninsula: A Modern History. Zed Books Ltd, 2007 (englisch).